# Àngel baptismal
Un àngel baptismal és una escultura típica de l'art religió del barroc a les esglésies luteranes d'Alemanya, Dinamarca i Suècia als segles xvii-xviii. Té la forma d'una un àngel sospès al sostre que porta una mena de palangana. Per les cerimònies de bateig, l'àngel baixava del cel amb un sistema de corriola. Hi reemplaça les tradicionals piques baptismals.

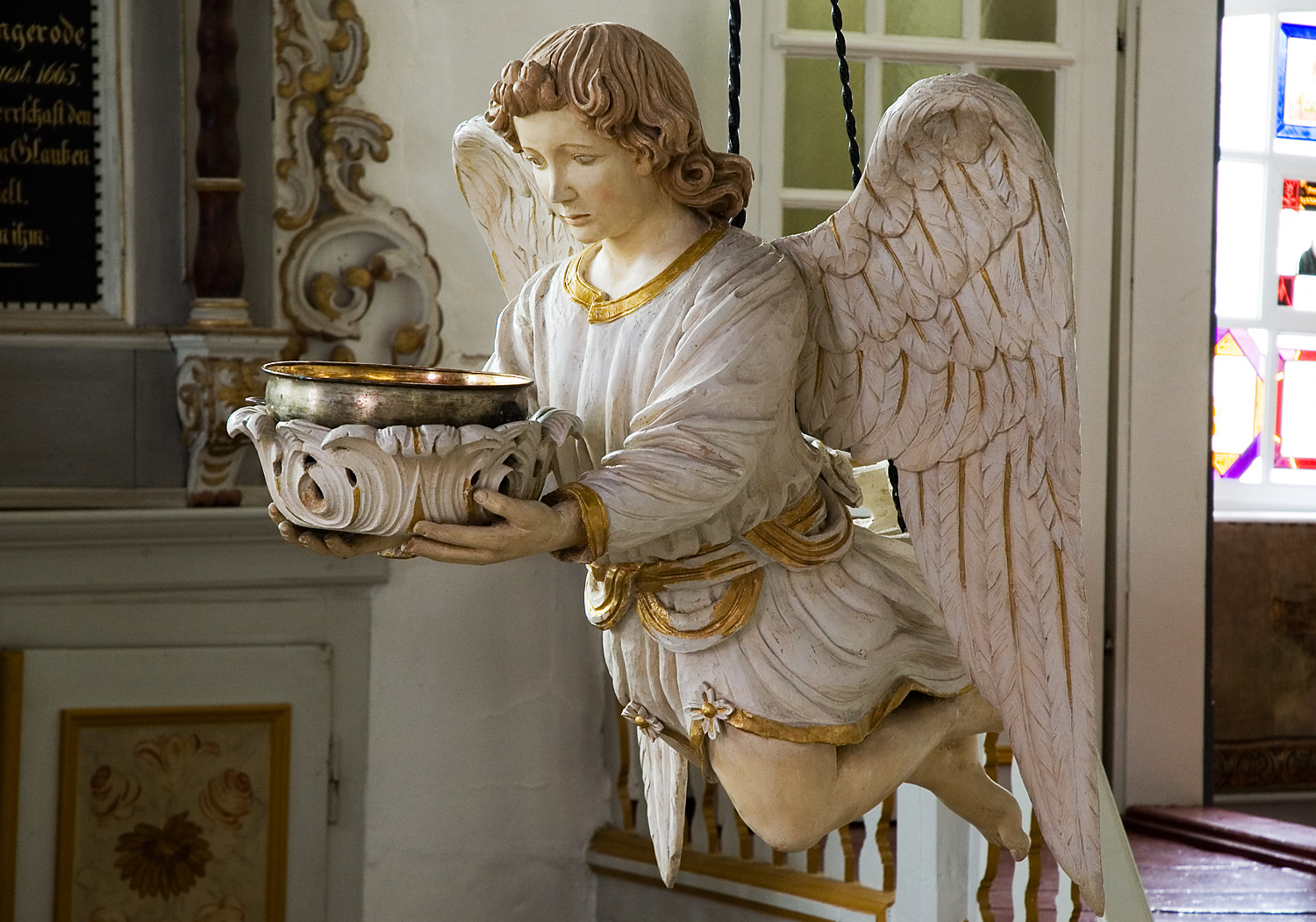
Àngel a Burg Bodenstein

Diferent de la tradició catòlica que posa les piques al nàrtex o al fons dels temples, se suspenen al centre del cor, tot just davant l'altar. És l'intermediari simbòlic entre l'home i el cel.
A més del significat religiós, els àngels baptismals penjats estaven destinats principalment a resoldre el problema de l'espai a les esglésies, que s'estaven tornant massa petites per a la creixent població. N'hi havia de femenins, masculins i no-binaris. Al llarg del segle xix, els àngels baptismals andrògins massa sensuals van ser controvertits i moltes esglésies els van suprimir o no van reparar-ne la suspensió. Alguns teòlegs els condemnen com a ídols fins i tot com a abominacions catòliques, tot i ser totalment absents de l'iconagrafia catòlica. Altres els consideraven idolatria o es queixaven que s'havien massa humanitzat per l'adorn i la indumentària. El 1846, el consistori de Wolfenbüttel fins i tot va prohibir-les per ser «fastigosos i de mal gust». Ans al contrari de les estàtues estables, el àngels sospesos penjaven de cordes o de varetes, hi han caigut literalment, no en el sentit bíblic d'àngel caigut. Des del segle xx se'n van rehabilitar i restaurar molts que s'havien oblidat a la cambra dels mals endreços o que s'han retrobat a mercats d'encant.